# Chapinero
Chapinero ist der 2. Stadtbezirk (localidad) und eines der wichtigsten Stadtviertel der kolumbianischen Hauptstadt Bogotá. Chapinero zählt mit einer Fläche von 3.899 Hektaren zu den mittleren Stadtvierteln. Vor hundert Jahren war es noch ein ländlicher Vorort, als Bogotá nur ein paar Straßen und wenige Tausende Einwohner zählte, die sich dafür rühmten, das beste Spanisch der Welt zu sprechen und das Städtchen gern das „Athen Südamerikas“ nannten. In der zweiten Hälfte des vergangenen Jahrhunderts wurde Chapinero zur Wohngegend der Reichen, die aus dem heruntergekommenen Stadtzentrum wegzogen.

## Bedeutung für Bogotá
Chapinero ist eines der wenigen Stadtviertel, das wegen der vielen Sehenswürdigkeiten zur Zone des kulturellen Interesses der Stadt („Zona de Interés Cultural de la Ciudad“) deklariert wurde. Mit dem Museo del Chicó, dem Plaza-Parque und der Basilika Unserer Lieben Frau von Lourdes als Zentrum Chapineros, sowie der Iglesia de la Porciúncula sind diese Voraussetzungen erfüllt. Darüber hinaus gibt es große Einkaufszentren und eine massives Hotelangebot aller Klassifikationen, zusätzlich zu den weiteren Hotels und Privatpensionen wie im benachbarten Teusaquillo. Heute ist das Viertel, dessen große viktorianische Häuser an den alten Glanz erinnern, ein einziges Gewimmel von Straßenverkäufern, die gefälschte Sonnenbrillen, DVDs und Bücher anpreisen, von billigen Restaurants, für die penetrante Clowns mit Lautsprechern werben, und den allgegenwärtigen, lärmenden Bars.

## Barrios
In Chapinero sind die meisten der exklusivsten Viertel von Bogotá; das sind Los Rosales, La Cabrera, El Retiro, El Nogal und El Chico. Hier wohnen traditionell Familien und Menschen mit höherem Einkommen, die sich vorwiegend im Norden der Stadt ansiedeln.

## Nachtleben
Heute befinden sich hier einige der prominentesten Örtlichkeiten der Stadt, wie die Zona Rosa mit seinem Nachtleben (laut der Zeitung El Tiempo besuchen 90 % der Bogotá-Touristen die Gegend mit Prostitution und Drogenhandel) und seinem zentralen Treffpunkt, dem Parque de la 93. Es ist der Lieblings-Entertainment-Bereich von Bogotá. Wegen der aktiven Schwulenszene der Hauptstadt wird das Viertel von den Einheimischen „Chapigay“ genannt. Weitere Bohème-Viertel sind die Gegend um die Carrera Séptima bis zur Avenida Caracas, sowie von der Calle 45 bis zur Calle 63. Hier befinden sich viele Bars, Restaurants, Supermärkte, Einkaufszentren, Parks und private Clubs. An der Avenida Caracas zwischen den Straßen 54 und 56 ist die sogenannte „La Playa“, wo sich überall Mariachi-Musikanten aufhalten. Neben der Altstadt befinden sich hier die meisten universitären Einrichtungen.